# ApokalipsoMania
ApokalipsoMania (tytuł oryginału Apocalypse Mania) – francuska seria komiksowa z gatunku science-fiction, której autorami są Laurent-Frédéric Bollée (scenariusz) i Philippe Aymond (rysunki). Ukazywała się od 2001 do 2010 nakładem wydawnictwa Dargaud. Po polsku cztery pierwsze tomy opublikował Egmont Polska.

## Fabuła
Akcja serii rozgrywa się w 2009 roku. Troje ludzi: naukowiec, dziennikarka i magik szukają rozwiązania zagadki tajemniczych strumieni światła opadających na Ziemię z kosmosu.

## Albumy
| Tom           | Tytuł i rok wydania polskiego | Tytuł i rok wydania oryginalnego |
| Cykl pierwszy | Cykl pierwszy                 | Cykl pierwszy                    |
| ------------- | ----------------------------- | -------------------------------- |
| 1             | Barwy widmowe (2002)          | Couleurs spectrales (2001)       |
| 2             | Eksperyment IV (2003)         | Experiment IV (2001)             |
| 3             | Globalny undergound (2003)    | Global Underground (2002)        |
| 4             | Trans Fuzja (2004)            | Trance Fusion (2003)             |
| 5             |                               | Cosmose (2004)                   |
| Cykl drugi    |                               |                                  |
| 1             |                               | Les lois du Hasard (2006)        |
| 2             |                               | Manik Shamanik (2009)            |
| 3             |                               | Arena (2010)                     |